# 永井村 (山梨県)
永井村（ながいむら）は山梨県東八代郡にあった村。現在の笛吹市八代町永井にあたる。

## 地理
- 河川：浅川

## 歴史
- 1889年（明治22年）7月1日 - 町村制の施行により、近世以来の永井村が単独で自治体を形成。
- 1942年（昭和17年）4月1日 - 米倉村と合併して御所村が発足。同日永井村廃止。

## 名所・旧跡・観光スポット・祭事・催事
- 瑜伽寺

## 交通

### 道路
現在は旧村域を中央自動車道が通過するが、当時は未開通。